# Middle Caicos
L'île de Middle Caicos (ou Caïcos Centrale, aussi appelée Grand Caicos ou Grande Caïque) est une île de l'archipel des Caïcos, dépendante du territoire des Îles Turques-et-Caïques.
L'île a une superficie de 144,2 km2 à marée haute, et de 291,1 km2 à marée basse.